# یوسوکه ماتسو
یوسوکه ماتسو (ژاپنی: 松尾 佑介؛ زادهٔ ۲۳ ژوئیهٔ ۱۹۹۷) یک بازیکن فوتبال اهل ژاپن است.
از باشگاه‌هایی که در آن بازی کرده‌است می‌توان به باشگاه فوتبال یوکوهاما اشاره کرد.